# Atago Gongen
Atago Gongen (愛宕権現?), noto anche come Tarōbō (太郎坊?), Atago Daigongen (愛宕大権現?) o Shōgun Jizō (勝軍地蔵?), è un kami e tengu giapponese che combina il culto del monte Atago con lo shugendō e che si ritiene sia l'incarnazione (Gongen) del bodhisattva buddista Jizō e della dea shintoista Izanami.

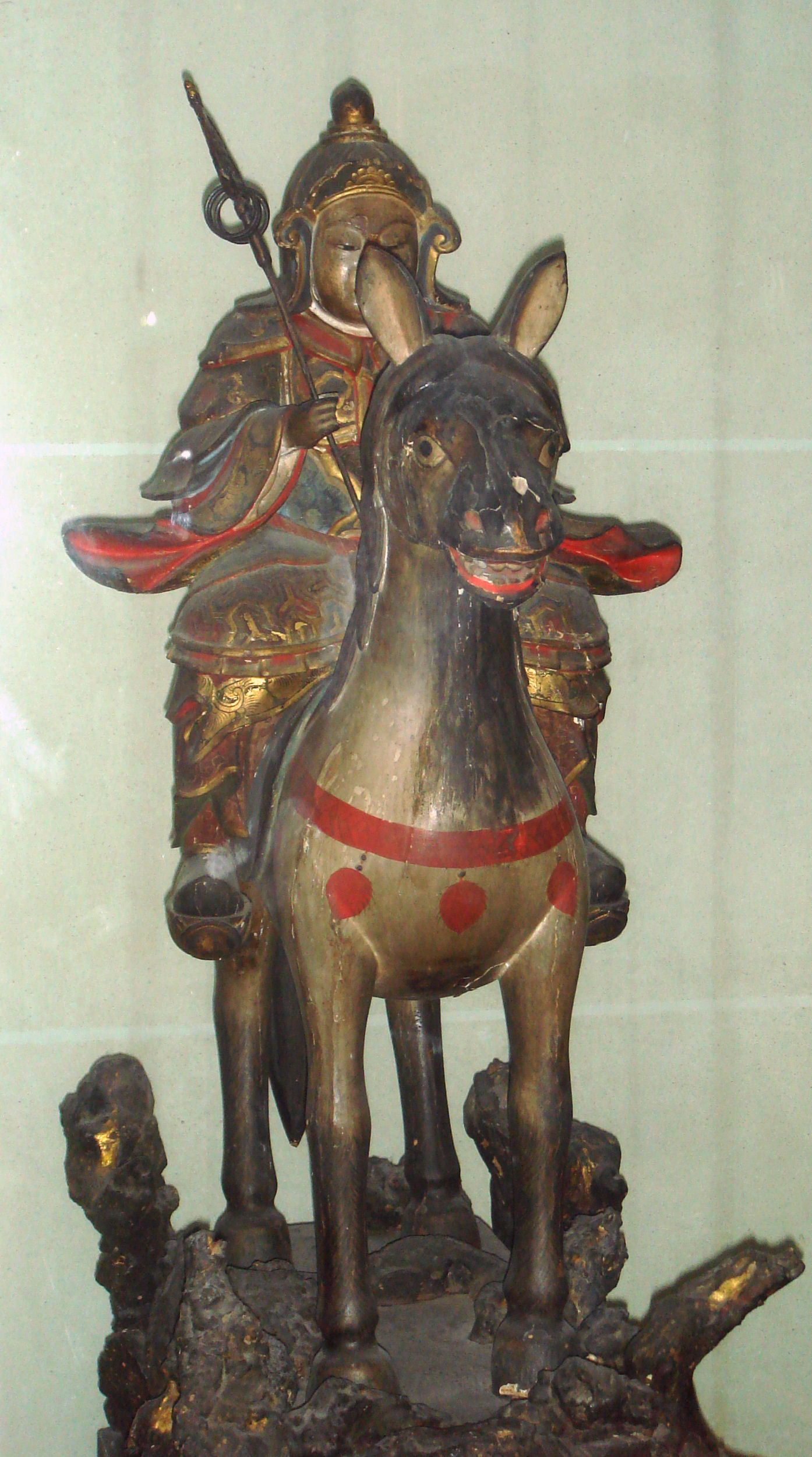
Immagine di Atago Gongen, Museo Guimet

Prima della separazione tra Shinto e Buddhismo e dell'abolizione del Buddhismo, era custodito nei santuari Atago in tutto il paese.

## Descrizione
Durante l'era Taihō, sotto il regno dell'imperatore Monmu, si diceva che il monte Atago fosse infestato dai tengu. Uno di questi tengu, di nome Tarōbō, era particolarmente potente. I saggi praticanti dello shugendō En no Gyōja e Taichō furono incaricati di liberare la montagna. Scalarono quindi il monte Atago nella provincia di Yamashiro e sconfissero il tengu Tarōbō che si sottomise e divenne protettore della montagna. Di conseguenza, è spesso visto come il guardiano o un'incarnazione di Jizō.
Nel 781, sotto il decreto dell'imperatore Kōnin, i monaci Wake no Kiyomaro e Keishun costruirono i "cinque templi di Atago", modellati sul monte Wutai nella dinastia Tang, vale a dire il tempio Hakuunji (ora santuario Atago) sul monte Asahi, il tempio Gatsurin-ji, il tempio Jingo-ji, il tempio Nichirin-ji e il tempio Denpō-ji.
Il monte Atago è considerato una delle sette "alte montagne" della fede Shugendō. Con la crescente popolarità della fede congiunta tra il monte Atago e lo Shugendō nel periodo Edo, in tutto il Giappone vennero costruiti sempre più santuari Atago.
Il tempio Atago custodisce lo Shōgun Jizō come sua immagine principale e, come tale, durante il periodo Sengoku, Atago Gongen era adorato dai samurai come una divinità della guerra incarnata dallo Shōgun Jizō.
A causa dell'influenza dell'Onmyōdō e della fede nei Kunado-no-Kami (divinità giapponesi locali legate alla protezione dai disastri naturali e dagli spiriti maligni), il monte Atago stesso finì per essere considerato una divinità protettrice nelle regioni nordoccidentali di Kyoto. Il monte Atago era venerato come divinità protettrice dagli incendi e dai furti, ma questa credenza si fuse in seguito con i principi della fede dello Shogun Jizō, dando origine alla divinità Atago Gongen.
All'epoca, anche la fede nei tengu era popolare, tanto che Atago Gongen veniva venerato da alcuni come "Atago Tarōbō Tengu". Il diario ("Daiki") di Fujiwara no Yorinaga contiene anche una descrizione del culto dei tengu sul monte Atago. In alcune fonti si afferma che Atago Tarōbō fosse una incarnazione di Kagutsuchi il quinto figlio di Izanami (il quinto perché, secondo la descrizione nel Nihon shoki, è il fratello minore successivo nell'ordine di Amaterasu, Tsukuyomi, Hiruko e Susanoo). Inoltre, si diceva che anche il falco dorato (金鵄?, Kinshi) apparsa quando l'imperatore Jimmu sconfisse Nagasunehiko fosse un'incarnazione di Kagutsuchi. Nel santuario Atago nel quartiere Minato di Tokyo, si dice che Atago Tarobo sia un'incarnazione di Sarutahiko.

## Rappresentazione

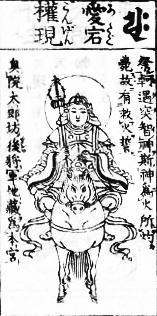
Atago Gongen dalle illustrazioni delle statue buddiste (1783).

È raffigurato mentre monta un cavallo bianco e porta un bastone ad anelli e un gioiello che annulla i desideri.

## Shinbutsu bunri-Haibutsu kishaku
Nel 1868, il tempio Atago Gongen, che si basava sullo Shugendo, fu abolito a causa dello Shinbutsu bunri (legge per separare lo Shinto e il Buddismo) e, nel 1870, anche il tempio Hakuun-ji, che si basava sia sulle sette Tendai che Shingon, fu costretto ad abbandonare la sua esistenza e fu forzatamente riorganizzato come santuario Atago (quartiere Ukyo, città di Kyoto, prefettura di Kyoto).
Molti dei santuari Atago sparsi nel paese sono diventati santuari shintoisti Atago che venerano divinità tra cui Kagutsuchi.

## Culto
I pochi templi buddisti che sono sfuggiti all'abolizione del buddismo e che ancora venerano Atago Gongen sono i seguenti:
- Tempio di Asahiyama Hoenji[2] (Distretto di Date, Prefettura di Fukushima)
- Tempio Enryuji sul monte Atago (città di Maizuru, prefettura di Kyoto)
- Tempio Atagoyama Jofukuin Ryusenji[3] (città di Matsusaka, Prefettura di Mie)
- Tempio Atagoyama Kannonji[4] (città di Fukuoka, prefettura di Fukuoka)
- Tempio Atagoyama Chofukuji[5] (distretto di Koyu, prefettura di Miyazaki)
- Tempio Atagoyama Ryugenji (città di Kitakata, prefettura di Fukushima)
- Tempio Sekiryozan Fudoin (città di Himeji, prefettura di Hyōgo)
- Tempio Shogunzan Atagoji (città di Shimonoseki, prefettura di Yamaguchi)
- Tempio Tsutsujiyama Rinshoji (città di Sennan, prefettura di Osaka)